# 清武ジャンクション

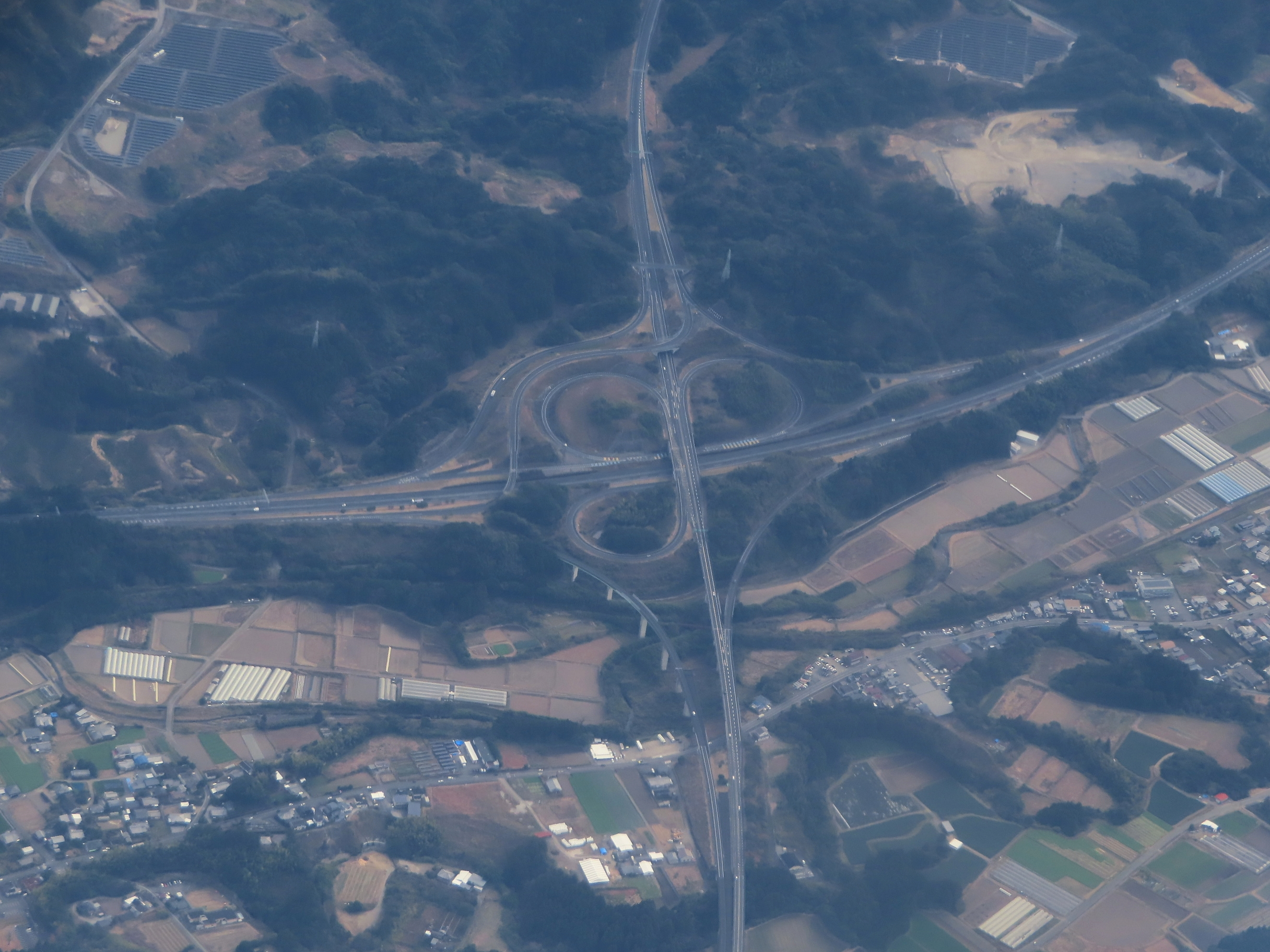
上空からの清武ジャンクション（2024年12月）

清武ジャンクション（きよたけジャンクション）は、宮崎県宮崎市清武町今泉にある宮崎自動車道と東九州自動車道を接続するジャンクション。日本の高速道路では数少ないクローバー型のジャンクションに属するが、ループランプのうち清武南IC→宮崎ICにあたる部分が欠けているため「三つ葉」となっている。
清武JCTから日南方面は新直轄方式での建設に変更されたため、有料道路区間は直後の清武南本線料金所も含めて再びここで途切れる。

## 歴史
- 1981年（昭和56年）10月29日：宮崎自動車道・都城IC - 宮崎IC間開通で宮崎自動車道部分は完成[2]。
- 2000年（平成12年）3月25日：東九州自動車道・宮崎西IC - 清武JCT間開通に伴い、JCTの供用開始[2]。
- 2013年（平成25年）3月23日：東九州自動車道・清武JCT - 清武南IC間開通[2][3]に伴い、JCTの完全供用開始。

## 接続する道路
- E10 宮崎自動車道
- E10 E78 東九州自動車道

## 隣
E10 宮崎自動車道
(4)田野IC - (4-1)清武JCT  - 清武BS - 清武PA（上り線） - 宮崎TB　- 清武PA（下り線） - (5)宮崎IC
E10 E78 東九州自動車道
(30)清武IC - (4-1)清武JCT - 清武南TB - (30-1)清武南IC